# Matthias Pfaffenbichler
Matthias Pfaffenbichler (* 1960 in Wien) ist ein österreichischer Kunsthistoriker und Waffenkundler.

## Leben
Matthias Pfaffenbichler studierte Geschichte, Kunstgeschichte sowie Klassische Archäologie an der Universität Wien und schloss 1985 mit dem Magister in Geschichte ab. Es folgte der dreijährige Kurs am Institut für Österreichische Geschichtsforschung. Parallel dazu wurde er 1987 in Kunstgeschichte promoviert. 1986 wurde er Kurator an der Waffensammlung des Kunsthistorische Museums in Wien, von 2012 bis zu seinem Ruhestand 2020 war er Direktor der 1990 in Hofjagd- und Rüstkammer umbenannten Sammlung.

## Veröffentlichungen (Auswahl)
- Das Schlachtenbild im ausgehenden 16. und 17. Jahrhundert. Universität Wien, Dissertation, Wien 1987.
- Das frühbarocke Schlachtenbild – vom historischen Ereignisbild zur militärischen Genremalerei. In: 1648. Krieg und Frieden in Europa. Münster 1998, S. 493 ff.
- (Hrsg.): Kreuzritter – Pilger. Krieger. Abenteurer. (Katalog zur gleichnamigen Ausstellung, 31. März bis 4. November 2007). Schallaburg Kulturbetriebsges. m.b.H., Schallaburg 2007. ISBN 978-9502342-0-5.
- mit Hannes Etzlstorfer, Christian Rapp, Franz Regner (Hrsg.): Brot & Wein. Katalog zur Niederösterreichischen Landesausstellung „Brot & Wein“ vom 27. April bis 3. November 2013. Schallaburg 2013.
- mit Sabine Haag, Alfried Wieczorek, Hans-Jürgen Buderer (Hrsg.): Kaiser Maximilian I. – Der letzte Ritter und das höfische Turnier. Schnell + Steiner, Regensburg 2014, ISBN 978-3-7954-2842-6.
- mit Stefan Krause (Hrsg.): Turnier. 1000 Jahre Ritterspiele. Hirmer, München 2017, ISBN 978-3-7774-2879-6.